# Aidt
Aidt – miasto w Danii, w regionie Jutlandia Środkowa, w gminie Favrskov.